# Bulbophyllum punamense
Bulbophyllum punamense là một loài phong lan thuộc chi Bulbophyllum.